# Alessandro Mendini
Alessandro Mendini, (ur. 16 sierpnia 1931 w Mediolanie, zm. 18 lutego 2019 tamże) – włoski architekt i designer. Odgrywał dużą rolę we włoskim designie. Przyczynił się do rozpowszechnienia postmodernizmu.

## Życiorys

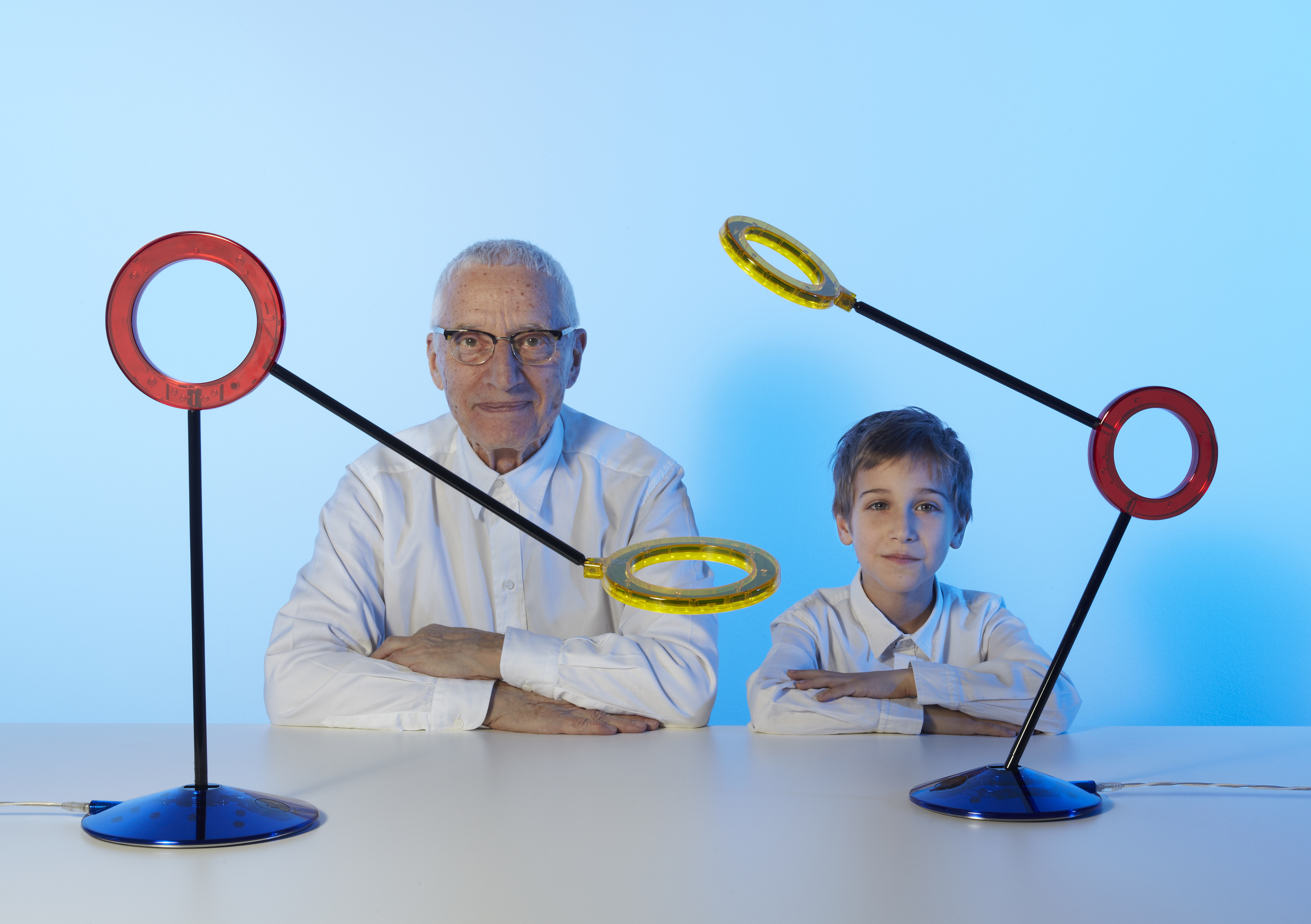
RAMUN amuleto 2010

Studiował architekturę na Politechnice Mediolańskiej, ukończył ją w 1959 roku. Wstąpił do stowarzyszenia projektowania przemysłowego Nizzoli Associati. Pracował tam do roku 1970. W latach 70. XX w. został czołową postacią designu radykalnego. Lata 1970–1976 ubiegły mu na stanowisku redaktora naczelnego pisma „Casabella”. W 1973 stał się jednym z założycieli awangardowej szkoły wzornictwa i architektury Global Tools. W 1979 roku dołączył do Studia Alchimia, pracował tam jako partner Ettore Sottsassa oraz Michele De Lucchi, osiągając pozycję głównego ideologa. Następnie założył czasopismo „Modo”, w którym działał do 1981 roku. W latach 1980–1985 został redaktorem naczelnym gazety „Domus”, poświęconej wzornictwu. Począwszy od roku 1983 wykładał wzornictwo w Hochshule für Angewandte Kunst w Wiedniu. W roku 1981 od firmy Cassina, producenta mebli, otrzymał propozycję uczestnictwa w projekcie Braccidiferro. W grudniu 2014 roku uhonorowany został tytułem doktora honoris causa przez ASP we Wrocławiu; z tej okazji zorganizowano wystawę jego dzieł.

## Twórczość
W 1978 roku przedstawił przykłady nowego poglądu na projektowanie re-disign: krzesło Universale Joego Colomba zdobione sztucznym marmurem, krzesło Wassili Marcela Brauera wykończone dodatkowymi ozdobami, oraz krzesło Gio Pontiego Superlagera z przyczepionymi proporczykami z napisem re-design. Te przedmioty – manifestacje, miały za cel uświadomić odbiorcy, że już nic całkowicie nowego nie mogło być zaprojektowane przez wzgląd na to, co zostało stworzone w przeszłości. Chciał także przeciwstawić się zapędom modernizmu. Przedstawił, że także dekoracja może wyrazić wartość i znaczenie projektu. Propagował teorię „banalnego designu”, stojącą w opozycji do intelektualnej kulturowej pustki którą przedstawiała era industrialna. Mendini poprzez stosowanie dziwnych dekoracji i jasnych kolorów ujawniał brak wyrazu i banalność produkowanych przedmiotów. Mendini objął również stanowisko dyrektora artystycznego i do spraw wizerunku w firmie Alessi. Uczestniczył tam w projekcie Tea & Coffe Piazza, wraz z Archille Castiglinonim i Aldo Rossim zaprojektował Casa della Felicità.
Zorganizował wystawę L'oggetto banale („Banalny przedmiot”) na Biennale w Wenecji w 1980 roku. Jego wkład we wzornictwo zwiastował szybki koniec modernizmu oraz powrotu symboliki do łask. Świetnym przykładem jego dążeń jest sofa Kandissi, zaprojektowana na wystawę Bau.Haus I, dla studia Alchimia. Była ona ozdobiona kolorowymi płaskorzeźbami zaczerpniętymi z twórczości Kandinsky’ego. Zaprezentował brak istnienia granicy między sztuką a wzornictwem.
W ramach projektu Braccidieferro stworzył serię mebli Mobile Infinito, do których dołączył magnesy zachęcając użytkowników do twórczego współtworzenia. W firmie Alessi uczestniczył w projekcie Tea & Coffe Piazza, wraz z Archille Castiglinonim i Aldo Rossim zaprojektował Casa della Felicità. Następnie zaprojektował Groninger museum w Groningen, w Holandii (1988–1993.
Jako architekt zaprojektował między innymi rezydencję Alessi we Omegnie, kompleks teatralny Teatrino della Bicchieraia w Azzero, wieże pamięci w Hiroshimie.
Wielokrotnie zdobywał międzynarodowe nagrody, w tym Compaso d'Oro w 1979 i 1982 roku.